# Championnat du Maroc féminin de football 2020-2021
Navigation
Édition précédente Édition suivante
La saison 2020-2021 du Championnat du Maroc féminin de football est la dix-neuvième saison du championnat. L'ASFAR de Rabat, tenant du titre, remet sa couronne en jeu. La compétition débute le 2 janvier 2021 pour se terminer en juillet. C'est la première édition professionnelle du championnat féminin.

## Participants
| \| Sahara occidental: · Municipale Laâyoune Chabab Atlas Khénifra Itehad Tanger Amjad Taroudant Difaâ El Jadidi Raja Aït Iazza Chabab Tarrast Assa-Zag ASFAR Fkih Ben-Salah Olympique Khouribga Aïn Atiq Témara Al Nassim Sidi Moumen \| Localisation des clubs engagés dans le championnat. |
| Sahara occidental: · Municipale Laâyoune Chabab Atlas Khénifra Itehad Tanger Amjad Taroudant Difaâ El Jadidi Raja Aït Iazza Chabab Tarrast Assa-Zag ASFAR Fkih Ben-Salah Olympique Khouribga Aïn Atiq Témara Al Nassim Sidi Moumen                                                           |

Ce tableau présente les quatorze équipes qualifiées pour disputer le championnat 2020-2021.
| Nom du club                                                                  | Ville          | Palmarès                                     |
| ---------------------------------------------------------------------------- | -------------- | -------------------------------------------- |
| Chabab Atlas Khénifra                                                        | Khénifra       |                                              |
| Association Club Itehad Tanger de Football Féminin                           | Tanger         |                                              |
| Association Amjad Taroudant                                                  | Taroudant      |                                              |
| Difaa Hassani El Jadidi                                                      | El Jadida      |                                              |
| Association Municipale Féminine du Football Laâyoune                         | Laâyoune       | 4 (2010, 2011, 2012, 2015)                   |
| Association Raja Ait Iazza Football Féminin                                  | Aït Iaâza      |                                              |
| Association Sportive Chabab Tarrast                                          | Agadir         |                                              |
| Association Union Sportive Féminin Assa Zag                                  | Assa           |                                              |
| Association Sportive des Forces Armées Royales                               | Rabat          | 7 (2013, 2014, 2016, 2017, 2018, 2019, 2020) |
| Association Club Sportif Atlas 05 Fkih Ben Salah                             | Fkih Ben Salah |                                              |
| Olympique Club de Khouribga                                                  | Khouribga      |                                              |
| Association de Solidarité pour le Développement Sportif et Culturel Ain Atiq | Témara         |                                              |
| Association Al Nassim de Football Féminin Sidi Moumen                        | Casablanca     |                                              |
| Club Al Afaq Sportif et Développement Khénifra                               | Khénifra       |                                              |

## Compétition
Le championnat se dispute en une poule unique dans laquelle chaque équipe affronte toutes les autres à domicile et à l'extérieur. Le vainqueur se qualifie pour le tournoi de qualification de la zone UNAF pour la Ligue des champions de la CAF. Les deux dernières équipes sont reléguées. L'Afaq Khénifra se retire de la compétition.

### Classement
| Rang | Équipe                | Pts | J  | G  | N | P  | Bp  | Bc | Diff |
| ---- | --------------------- | --- | -- | -- | - | -- | --- | -- | ---- |
| 1    | ASFAR T               | 64  | 24 | 22 | 1 | 1  | 128 | 8  | +120 |
| 2    | Raja Aït Iazza        | 57  | 24 | 18 | 3 | 3  | 68  | 27 | +41  |
| 3    | Laâyoune              | 52  | 24 | 17 | 2 | 5  | 55  | 30 | +25  |
| 4    | Ain Atiq Témara       | 42  | 24 | 12 | 6 | 6  | 54  | 27 | +27  |
| 5    | Fkih Ben Salah        | 35  | 24 | 10 | 5 | 9  | 28  | 36 | -8   |
| 6    | Sidi Moumen           | 34  | 24 | 10 | 4 | 10 | 32  | 43 | -11  |
| 7    | Itehad Tanger         | 33  | 24 | 9  | 6 | 9  | 31  | 34 | -3   |
| 8    | Chabab Atlas Khénifra | 31  | 24 | 9  | 4 | 11 | 41  | 51 | -10  |
| 9    | Assa-Zag              | 30  | 24 | 9  | 3 | 12 | 25  | 32 | -7   |
| 10   | Khouribga             | 26  | 24 | 8  | 2 | 14 | 19  | 39 | -20  |
| 11   | Difaâ El Jadidi       | 16  | 24 | 4  | 4 | 16 | 18  | 65 | -47  |
| 12   | Chabab Tarrast        | 12  | 24 | 3  | 3 | 18 | 14  | 66 | -52  |
| 13   | Amjad Taroudant       | 9   | 24 | 2  | 3 | 19 | 11  | 66 | -55  |
| 14   | Afaq Khénifra         | 0   | 0  | 0  | 0 | 0  | 0   | 0  | 0    |

| Légende : Qualifications et relégations | Légende : Qualifications et relégations                           |
| --------------------------------------- | ----------------------------------------------------------------- |
|                                         | Vainqueur qualifié pour la Ligue des champions féminine de la CAF |
|                                         | Relégation en D2                                                  |
|                                         | T : Tenant du titre                                               |